# 56 Sagittarii
56 Sagittarii (f Sagittarii) é uma estrela na direção da Sagittarius. Possui uma ascensão reta de 19h 46m 21.82s e uma declinação de −19° 45′ 39.2″. Sua magnitude aparente é igual a 4.87. Considerando sua distância de 205 anos-luz em relação à Terra, sua magnitude absoluta é igual a 0.88. Pertence à classe espectral K0III.